# Neobola stellae
Neobola stellae är en fiskart som först beskrevs av Richard Dane Worthington 1932.  Neobola stellae ingår i släktet Neobola och familjen karpfiskar. IUCN kategoriserar arten globalt som livskraftig. Inga underarter finns listade i Catalogue of Life.